# 野中站 (靜岡縣)
野中站（日语：／ Nonaka eki */?）是位於静岡縣小笠郡大須賀町（現時：掛川市），靜岡鐵道駿遠線的鐵路車站（廢站）。。

## 車站構造
- 此站設有1面2線島式月台和1面1線單式月台[1]。

## 歷史
- 1925年（大正14年）4月7日 - 中遠鐵道新橫須賀站至南大坂站之間開通，此站啟用[2][3]。
- 1941年 - 電影（主演：古川綠波（日语：古川ロッパ））於此站取景[4]。
- 1943年（昭和18年）5月15日 - 在公司合併後，成為靜岡鐵道中遠線的車站[2][5]。
- 1948年（昭和23年）9月6日 - 在路線合併後，成為靜岡鐵道駿遠線的車站[2]。
- 1967年（昭和42年）8月28日 - 新袋井站至新三俁站之間被廢除，此站也被廢除[2][6]。

## 相鄰車站
靜岡鐵道
駿遠線
野賀－野中－河原町

## 注腳
1. 1 2  阿形 (2005), p.149
2. 1 2 3 4  今尾惠介監修《日本鐵道旅行地圖帳 7號 東海》新潮社 31頁
3. ↑  阿形 (2005), p. 122,125
4. ↑  阿形 (2005), p. 106
5. ↑  阿形 (2005), p. 127
6. ↑  阿形 (2005), p. 122

## 相關項目
- 日本鐵路車站列表 No

## 外部連結
- 對静岡鐵道駿遠線進行調查、研究和展覽的機構
  - .   [2010年3月1日(月)]. （原始内容存档于2009年6月1日） （日语）. 
  - .   [2010年3月1日(月)]. （原始内容存档于2024年11月21日） （日语）. 
  - .   [2010年3月1日(月)] （日语）.